# Dipturus argentinensis
Dipturus argentinensis är en rockeart som beskrevs av Díaz de Astarloa, Mabragaña, Hanner och María Rosa Figueroa Romero 2008. Dipturus argentinensis ingår i släktet Dipturus och familjen egentliga rockor. Inga underarter finns listade i Catalogue of Life.